# Henry J. Latham
Henry Jepson Latham (ur. 10 grudnia 1908 w Brooklynie, zm. 26 czerwca 2002 w Southold) – amerykański polityk, członek Partii Republikańskiej.

## Działalność polityczna
Od 1941 do 1942 zasiadał w New York State Assembly, a od 1942 do 1945 był w United States Navy. W okresie od 3 stycznia 1945 do 3 stycznia 1953 przez cztery kadencje był przedstawicielem 3. okręgu, a następnie do rezygnacji 31 grudnia 1958 przez trzy kadencje przedstawicielem 4. okręgu wyborczego w stanie Nowy Jork w Izbie Reprezentantów Stanów Zjednoczonych.